# محمد راسخ
محمد راسخ (زاده ۱۳۴۲ در تهران)، حقوق‌دان و پژوهشگر ایرانی و استاد گروه حقوق عمومی دانشکده حقوق دانشگاه شهید بهشتی و عضو پژوهشگاه علمی ابن‌سینا است. او در سالهای ۱۳۸۹ و ۱۳۹۶ به‌عنوان پژوهشگر نمونه دانشگاه شهید بهشتی شناخته شد. همچنین کتاب تاریخ تئوری‌های حقوقی اسلامی با ترجمهٔ وی برنده جایزهٔ کتاب فصل در سال ۱۳۸۷ شد.
او  تحصیلات حوزوی نیز دارد
، با پرداختن به فلسفه حقوق،  حقوق عمومی و مباحث میان رشته‌ای حقوق و اخلاق و فلسفه، تأثیری مهم بر رشته حقوق در ایران گذاشته و آثار مهم و ماندگاری در ادبیات حقوقی ایران تألیف و ترجمه کرده‌است. از جمله این آثار می‌توان ترجمهٔ کتاب تاریخ مختصر تئوری حقوقی در غرب را نام برد و تألیف کتبی مانند «بنیاد نظری اصلاح نظام قانونگذاری» و «سلول بنیادی: حقوق و اخلاق» را نام برد. وی هم‌اکنون عضو هیات تحریریه فصلنامه علمی تخصصی دانشنامه‌های حقوقی نیز است.

## زندگی
محمد راسخ در رشته حقوق ،کارشناسی خود را از دانشگاه تهران گرفت و حدود ده سال به‌طور منظم در مدارس علمیه و جلسات حوزوی در تهران تا مقطع سطح دروس علوم اسلامی مانند زبان عربی، منطق، فقه، اصول، تاریخ، تفسیر، کلام و فلسفه خواند. سپس در رشتهٔ حقوق و اقتصاد، و فلسفه حقوق در دانشگاه لندن تا مقطع کارشناسی ارشد ادامه داد و دکترای خود را در رشته حقوق و فلسفه از دانشگاه منچستر گرفت.
راسخ در سال ۱۳۷۷ عضو هیئت علمی دانشکده حقوق دانشگاه شهید بهشتی شد و هم‌اکنون استاد گروه حقوق عمومی این دانشگاه و عضو پژوهشگاه علمی ابن‌سینا است. در سال ۱۳۸۹ و ۱۳۹۶  محمد راسخ به‌عنوان پژوهشگر نمونهٔ دانشگاه شهید بهشتی شناخته شد. همچنین کتاب تاریخ تئوری‌های حقوقی اسلامی نوشتهٔ وائل بن حلاق با ترجمهٔ وی برنده جایزهٔ کتاب فصل در سال ۱۳۸۷ شد.